# موت بائع متجول (فلم 1951)
موت بائع متجول (بالإنجليزية: Death of a Salesman) هو فيلم أمريكي صدر عام 1951، مستوحى من رواية موت بائع متجول لـأرثر ميلر. الفيلم من إخراج لازلو بينيدك وتأليف ستانلي روبرتس. نال الفيلم عدة جوائز وترشيحات من بينها: أربعة جوائز غولدن غلوب، كأس فولبي، و خمسة ترشيحات لجائزة الأوسكار.

## طاقم التمثيل
| الممثل(ة)      | الدور           |
| -------------- | --------------- |
| فريدريك مارج   | ويلي لومان      |
| ميلدريد دونوك  | ليندا لومان     |
| كيفين مكارثي   | بيف لومان       |
| كاميرون ميتشيل | هابي لومان      |
| هوارد سميث     | تشارلي          |
| رويال بيل      | بن              |
| دون كيفر       | بيرنارد         |
| جيسي وايت      | ستانلي          |
| كلير كارلتون   | الآنسية فرانسيس |
| ديفيد ألبرت    | هاوارد فاغنر    |

## وصلات خارجية
- موت بائع متجول على موقع IMDb (الإنجليزية)
- موت بائع متجول على موقع روتن توميتوز (الإنجليزية)
- موت بائع متجول على موقع ألو سيني (الفرنسية)
- موت بائع متجول على موقع Turner Classic Movies (الإنجليزية)
- موت بائع متجول على موقع أول موفي (الإنجليزية)
- موت بائع متجول على موقع فيلمافينيتي (الإسبانية)
- موت بائع متجول على موقع قاعدة بيانات الأفلام السويدية (السويدية)
- موت بائع متجول على موقع قاعدة بيانات الفيلم (الإنجليزية)
- موت بائع متجول على موقع ليتربوكسد (الإنجليزية)
- موت بائع متجول على موقع كينوبويسك (الروسية)
- مقطع من الفيلم على يوتيوب